# Distelroest
De distelroest (Puccinia calcitrapae) is een autoecische schimmel behorend tot de familie Pucciniaceae. De schimmel is een endoparasiet van plantensoorten die tot het geslacht Arctium en andere geslachten zoals Cirsium, Carlina en Carthamus behoren.

## Morfologie
De spermogonia groeien aan de bovenzijde van de bladeren van de waardplant. De aecia groeien ook aan de bovenzijde van het blad. Ze zijn kaneelbruin en staan rond de spermogonia. De goudgele tot kaneelbruine, 26-30 × 23-28 μm grote aeciosporen zijn bijna bolvormig en stekelig. De  kaneelbruine uridiniën zitten meestal aan de onderkant van het blad. De goudgele tot kaneelbruine, 26-30 × 23-28  μm grote urediniosporen zijn bijna bolvormig en stekelig. De zwartbruine, poederachtige, naakte telia zitten voornamelijk aan de onderkant van het blad. De kastanjebruine, meestal 32–44 × 22–28 µm grote teliosporen zijn tweecellig, meestal ellipsoïde en fijn wrattig. Hun steel is kleurloos.

## Verspreiding
De schimmel komt voor in Noord-Amerika, Eurazië, Australië en Nieuw-Zeeland. In Nederland is de schimmel zeldzaam.